# Rezerwat przyrody Diabla Góra
Rezerwat przyrody Diabla Góra – rezerwat krajobrazowy położony w gminach Aleksandrów (powiat piotrkowski) i Żarnów (powiat opoczyński) w województwie łódzkim, w Nadleśnictwie Przedbórz na terenie obrębu Reczków. Obejmuje on teren wzniesienia o nazwie Diabla Góra. Znajduje się w granicach Piliczańskiego Obszaru Chronionego Krajobrazu.

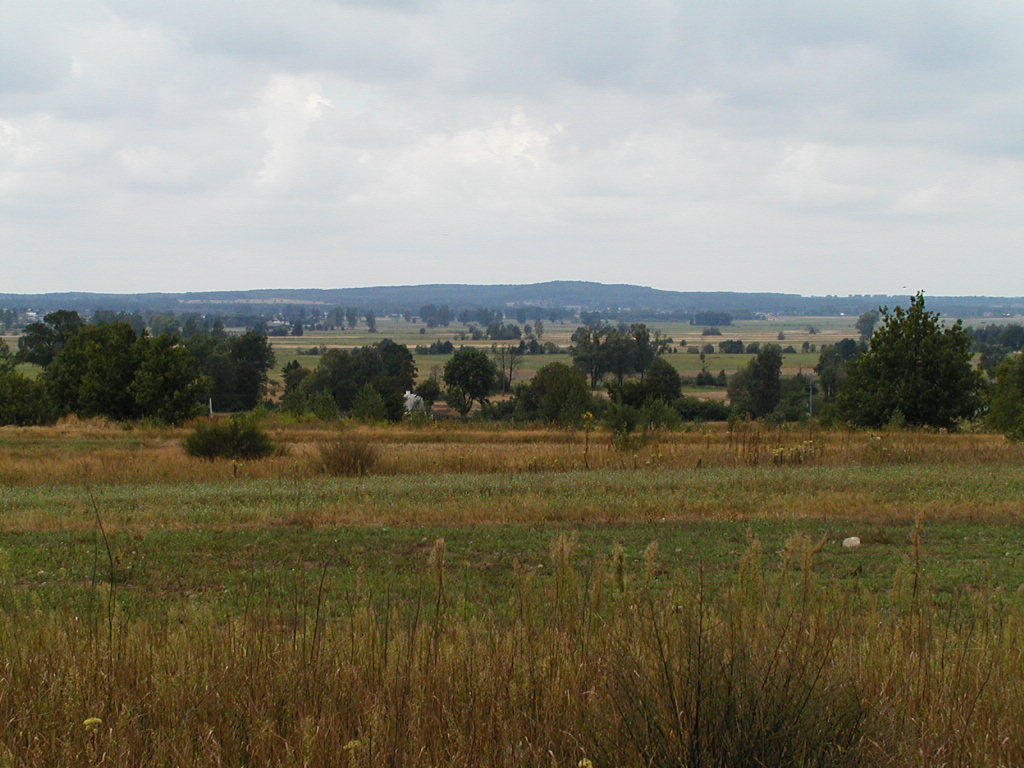
Diabla Góra, widoczna na horyzoncie (zdjęcie zrobione z odległości ok. 12 km od strony południowej)

Powierzchnia rezerwatu wynosi 161,19 hektarów (akt powołujący podawał 159,00 ha).
Utworzony na podstawie zarządzenia Ministerstwa Ochrony Środowiska i Zasobów Naturalnych z 29 grudnia 1987 roku. Celem ochrony rezerwatu jest  zachowanie porośniętego lasem izolowanego wzgórza z wychodniami skał piaskowcowych, które było miejscem bitew partyzanckich okresu II wojny światowej.
Gatunkiem dominującym w drzewostanie jest sosna z domieszką dębu. Wyróżniono tu następujące zbiorowiska roślinne: kwaśna dąbrowa, bór mieszany oraz bór sosnowy świeży występujący na zalesionych gruntach porolnych.
Z ciekawszych zwierząt odnotowano tu gniewosza plamistego – gatunek węża wpisany do Polskiej Czerwonej Księgi Zwierząt.
Według obowiązującego planu ochrony ustanowionego w 2011 roku (z późniejszymi zmianami), obszar rezerwatu objęty jest ochroną czynną.
Rezerwat jest punktem początkowym  czerwonego szlaku turystycznego prowadzącego do Łącznej. 
Przez Diablą Górę przebiega  pieszy Szlak Rekreacyjny Rzeki Pilicy.